# Championnat du Mozambique de football 2024
Navigation
Saison 2023 Saison 2025
La saison 2024 du Championnat du Mozambique de football est la quarante-septième édition du championnat de première division au Mozambique. Les douze meilleurs clubs du pays sont regroupés au sein d'une poule unique où ils s'affrontent deux fois, à domicile et à l'extérieur. En fin de saison, le dernier est relégué en deuxième division.
C'est l'Associação Black Bulls qui est sacré champion cette saison, après avoir terminé en tête du classement final. Il s'agit du deuxième titre de champion du Mozambique de l'histoire du club après celui remporté en 2021.

## Les clubs participants
- CD Costa do Sol
- Clube Ferroviário de Maputo
- AD Vilanculo
- Clube Ferroviário de Nampula
- Clube Ferroviário da Beira
- União de Songo
- Associação Black Bulls
- Ferroviario Lichinga
- Baía Pemba FC
- Desportivo Nacala - Promu de D2
- Brera Tchumene FC - Promu de D2
- Textafrica - Promu de D2

## Compétition

### Classement
Le barème utilisé pour établir le classement est le suivant :
- Victoire : 3 points
- Match nul : 1 point
- Défaite, forfait ou abandon : 0 point

| Rang | Équipe                        | Pts | J  | G  | N | P  | Bp | Bc | Diff |
| ---- | ----------------------------- | --- | -- | -- | - | -- | -- | -- | ---- |
| 1    | Associação Black Bulls        | 51  | 22 | 15 | 6 | 1  | 47 | 21 | +26  |
| 2    | União de Songo                | 49  | 22 | 14 | 7 | 1  | 34 | 13 | +21  |
| 3    | CD Costa do Sol               | 44  | 22 | 13 | 5 | 4  | 35 | 19 | +16  |
| 4    | Clube Ferroviário de Maputo C | 29  | 22 | 8  | 5 | 9  | 17 | 17 | 0    |
| 5    | Clube Ferroviário de Nampula  | 27  | 22 | 7  | 6 | 9  | 13 | 24 | -11  |
| 6    | Clube Ferroviário da Beira T  | 27  | 22 | 7  | 6 | 9  | 15 | 18 | -3   |
| 7    | AD Vilanculo                  | 25  | 22 | 6  | 7 | 9  | 21 | 29 | -8   |
| 8    | Desportivo Nacala P           | 24  | 22 | 6  | 6 | 10 | 26 | 35 | -9   |
| 9    | Baía Pemba FC                 | 24  | 22 | 6  | 6 | 10 | 26 | 35 | -9   |
| 10   | Ferroviario Lichinga          | 24  | 22 | 5  | 9 | 8  | 24 | 27 | -3   |
| 11   | Brera Tchumene FC P           | 18  | 22 | 4  | 6 | 12 | 22 | 29 | -7   |
| 12   | Textafrica P                  | 18  | 22 | 5  | 3 | 14 | 20 | 41 | -21  |

|  | Qualification pour la Ligue des champions de la CAF 2025-2026                                   |
|  | Qualification pour la Coupe de la confédération 2025-2026                                       |
|  | Relégation                                                                                      |
|  | T : Tenant du titre C : Vainqueur de la Coupe du Mozambique P : Club promu de deuxième division |

- Il n'y a qu'une seule relégation cette saison afin de porter le championnat à 14 équipes à partir de la prochaine saison[2].
- Le Clube Ferroviário de Maputo remporte la Coupe du Mozambique 2024[3].

## Bilan de la saison
| Championnat du Mozambique de football 2024                             |                                   |
| Champion                                                               | Associação Black Bulls (2e titre) |
| Coupes et trophées                                                     |                                   |
| Vainqueur de la Coupe du Mozambique 2024                               | Clube Ferroviário de Maputo       |
| Qualifications continentales                                           |                                   |
| Ligue des champions de la CAF 2025-2026                                | Associação Black Bulls            |
| Coupe de la confédération 2025-2026                                    | Clube Ferroviário de Maputo       |
| Promotions et relégations                                              |                                   |
| Promus en Moçambola                                                    | Clube Ferroviário de Nacala       |
| Promus en Moçambola                                                    | Clube dos Desportos de Chingale   |
| Promus en Moçambola                                                    | Clube Desportivo da Matola        |
| Relégués en Championnat du Mozambique de football de deuxième division | Textafrica                        |